# Концерт для фортепиано с оркестром № 2 (Чайковский)
Концерт для фортепиано с оркестром № 2 соль мажор соч. 44' — произведение П. И. Чайковского, написанное в период с 1879 года по 1880 год. Произведение посвящено пианисту и дирижёру Николаю Григорьевичу Рубинштейну.

## История создания
Работу над концертом композитор начал в октябре 1879 года.
Впервые концерт был исполнен 12 ноября 1881 году в Нью-Йорке. В России — 18 мая (по новому стилю — 30 мая) 1882 года (партию солирующего инструмента исполнил ученик Чайковского Сергей Иванович Танеев, дирижировал оркестром Антон Григорьевич Рубинштейн).
В конце 1880-х годов у автора и издателя Юргенсона возникла идея переиздать концерт. Чайковский считал, что в старом виде произведение переиздавать не следует и надо написать новую редакцию, которую под руководством автора написал пианист А. И. Зилоти, хотя его редакция не была полностью одобрена автором. Эта версия была опубликована в 1897 году. Впоследствии наметились две традиции исполнения концерта — в первой и второй редакциях.
В 1941 году балетмейстер Джордж Баланчин поставил на музыку концерта балет Ballet Imperial. В 1973 году новая редакция балета появилась под названием Фортепианный концерт № 2 (англ. Piano Concerto No. 2).

## Состав оркестра
Деревянные духовые
2 флейты
2 гобоя
2 кларнета (A, B)
2 фагота
Медные духовые
4 валторны (F)
2 трубы (D)
Ударные
литавры
Фортепиано соло
Струнные
I и II скрипки
Альты
виолончели
Контрабасы

## Строение концерта
Авторская редакция (1879/80):
1. Allegro brillante (соль мажор)
2. Andante non troppo (ре мажор)
3. Allegro con fuoco (соль мажор)

Редакция А.Зилоти (1897):
1. Allegro brillante e molto vivace (соль мажор)
2. Andante non troppo (ре мажор)
3. Allegro con fuoco (соль мажор)